# Splendor Solis
O Splendor Solis é um tratado alquímico manuscrito do século XVI em alemão, célebre por sua série de ilustrações colorida. O manuscrito mais antigo data de 1532-1535 e está localizado em gravuras e desenhos no Museu Estadual de Berlim.

## Etimologia
O título da obra, "Splendor Solis", traduzido para "Splendeurs du Soleil" ou, mais precisamente, para "Splendeurs de l'am".

## Conteúdo e História

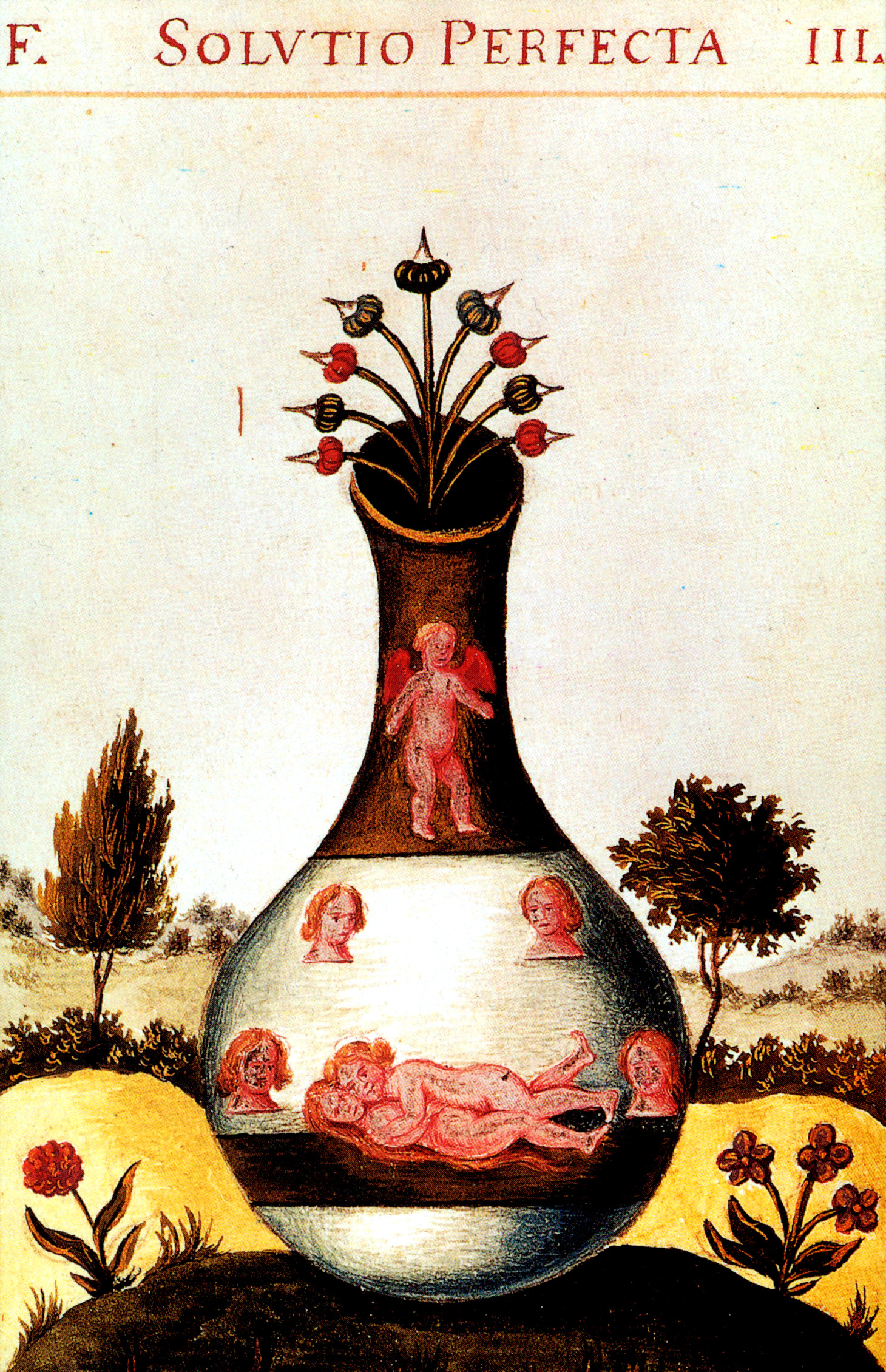
ilustração de Donum Dei

O texto, atribuído ao mítico alquimista Solomon Trismosin, é uma antologia de autores mais antigos. É um dos mais belos manuscritos alquímicos. As iluminuras mostram os motivos do "Donum Dei" do final do século XV pelo alquimista de Estrasburgo, Georges Aurach, no qual todas as figuras estão representadas dentro de vasos. O processo simbólico mostra a clássica morte alquímica e o renascimento do rei e incorpora uma série de sete frascos, cada um associado a um dos planetas. Está escrito, pelo menos para a versão mais antiga conhecida, em alemão, mais precisamente no "alemão médio ou central", um grupo de dialetos germânicos falado principalmente no centro da Alemanha e Luxemburgo.
A versão mais antiga do "Splendor Solis", que contém sete capítulos, é uma cópia manuscrita encontrada no setor de "gravuras e desenhos do Museu do Estado de Berlin. Foi criado em Augsburgo e data de 1532-1535 e várias cópias foram feitas ao longo do século XVI. O texto ornamentado por gravuras, foi escrito em pergaminho com bordas decorativas como um livro de horas, lindamente pintado e enfeitado com ouro. As cópias posteriores (existem cerca de vinte) estão em Londres (Biblioteca Britânica MS Harley 3469 datada de 1582), Paris (Biblioteca Nacional MS German 113), século XVI, Berlim , Kassel, Berna e Nuremberg. As imagens são reproduzidas escrupulosamente, apenas mudam-se os quadros de ornamentação. Por razões estilísticas, a versão inicial é atribuída aos artistas de Nuremberg  Isso nos dá uma boa ideia da cultura alquímica na cidade de Dürer, quatro anos após sua morte. A versão Harley  nos permitirá relembrar rapidamente as três etapas da Grande Obra.
Embora a autoria não seja completamente compreendida ou identificada, trata-se de um estudo claro sobre a produção e operação da Pedra Filosofal. Segundo a tradicional Florilegium literatura, que cita alguns autores clássicos da alquimia, como Alfídio, Aristóteles, Rasis, Avicena, Calide ibne Iázide, Pseudo-Geber, Hermes Trismegisto, Morienus, Zósimo, o Turba Philosophorum e Maomé ibne Umail Atamimi (Senior Zadith), etc.
O ilustrador tem sido considerado como Jörg Breu, o Velho,  outros historiadores tributam esta autoria a Albrecht Glockendon ou sua oficina em Nuremberg.
A primeira edição impressa é encontrada no terceiro tratado de uma "coleção alcânica", o Aureum vellus de 1599, atribuído ao lendário Salomão Trismosin, apresentado como o mestre de Paracelso . O "Aureum vellus" reeditado muitas vezes em diferentes formas (em francês sob o título "O brinquedo de ouro ou a flor dos tesouros") (1612), para o inglês por William Backhouse. Também foi impresso na antologia "Aurem Vellum" em 1599, de Salomão Trismosin. A partir daí foi amplamente divulgado e comentado o "Splendor Solis" que, desde então, ficou sistematicamente associado com o nome de Salomão Trismosin. 
Essa tradução posterior em francês é encontrada em Paris com um título diferente, "O Tosão de Ouro" (ou "A flor dos tesouros"), presumivelmente referindo-se ao mito do Velo de Ouro de Jasão e os Argonautas.
Uma cópia do texto francês também está presente em Roma no "Fondo Verginelli-Rota", agora em posse da Biblioteca Corsiniana da Academia de Lincei.

## Itens exemplificativos

### OEsplendor SolisHarley Ms. 3469

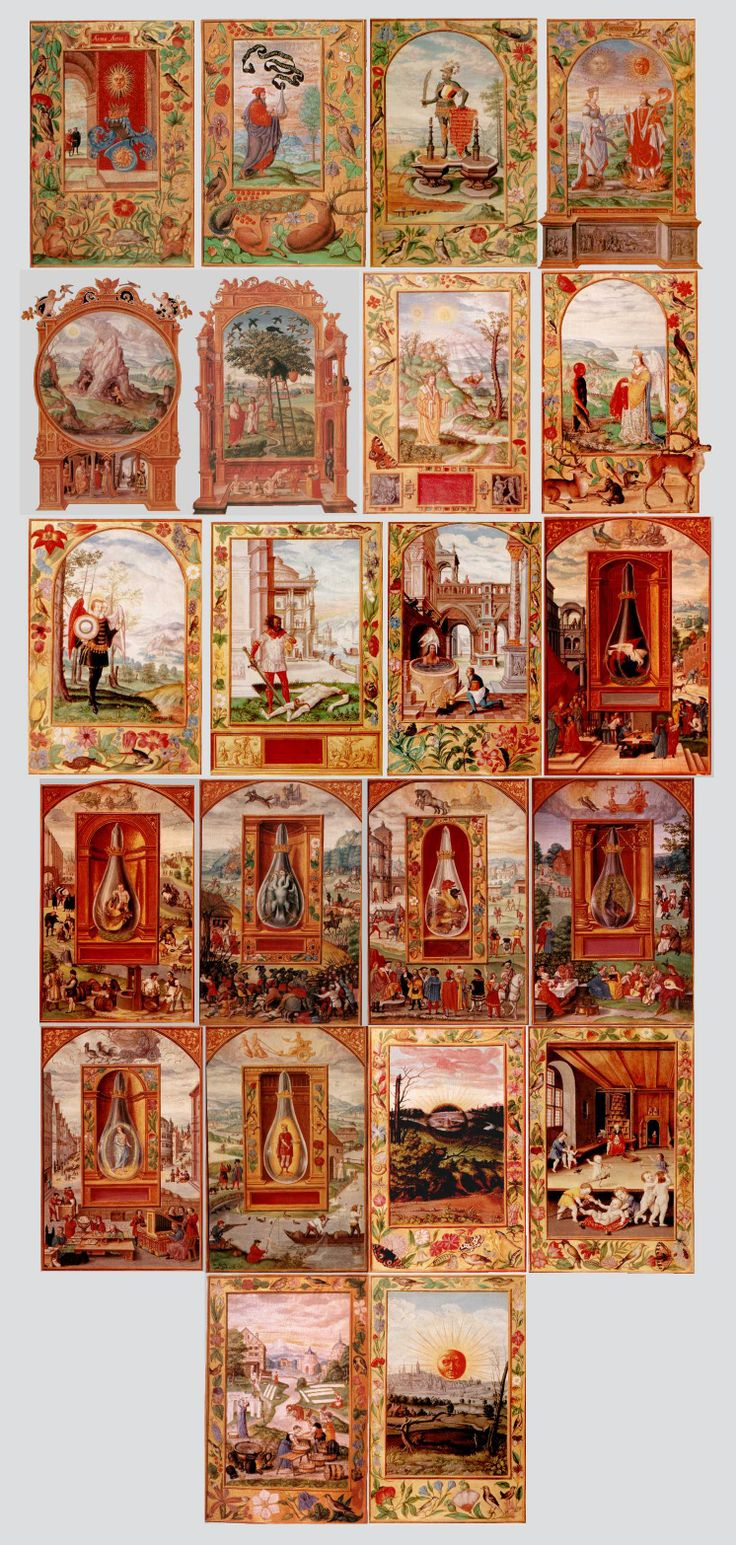
Arte completa de Splendor Solis Harley Ms. 3469

Preservada como Harley Ms. 3469 na British Library de Londres, este manuscrito é considerado o mais belo tratado de alquimia já criado. Realizado em 1582.  É considerado um trabalho importante da tradição da  Alchemia Picta . Nele encontramos as chaves da Cabala, a astrologia e o simbolismo alquímico. Esta é uma compilação ilustrada de tratados alquímicos anteriores.
Como o historiador de arte Jörg Völlnagel explica, "O Splendor Solis definitivamente não é um livro de laboratório, uma espécie de livro de receitas para o alquimista que, seguindo suas instruções, prepara sua mistura e acaba encontrando o ouro artificial em seu recipiente. Pelo contrário, o "Splendor Solis" revela a filosofia da alquimia, uma concepção do mundo segundo a qual o homem (o alquimista) vive e age em harmonia com a natureza, respeitando a criação divina e interferindo com a natureza. vezes com seus processos de expansão, contribuindo para o seu crescimento através da alquimia. Este é o complexo tema filosófico em torno do qual os sete tratados do manuscrito e as vinte e duas esplêndidas miniaturas giram. "  2
Quanto ao conteúdo, Thomas Hofmeier comentou que "o trabalho oferece uma soma muitos estão acima ou usar uma metáfora alquímica, o Splendor Solis é o epítome do antologias anteriores que eram eles próprios destilação obras anteriores. "O mesmo autor também aponta que" para qualquer historiador da alquimia, os manuscritos suntuosos de Splendor Solis - o melhor deles publicado agora finalmente fazer justiça - são a pedra angular de uma vasta biblioteca alquímico. As prateleiras e prateleiras, as obras dos grandes alquimistas estão presentes, coletados ao longo de uma vida, mas no centro, colocado sobre uma mesa, o Splendor Solis está, o ponto culminante do conhecimento alquímico. "  3
Em qualquer caso, o autor e o miniaturista sabiam, sem dúvida, como definir o tom certo, porque ao longo dos séculos o "Splendor Solis" tornou-se o modelo do manuscrito alquímico ilustrado. Eles devem ter prestado muita atenção a ele, entre os quais escritores como William Butler Yeats, James Joyce e Umberto Eco.
Neste volume, encontramos vinte e duas pinturas de grande formato, emolduradas por motivos representando flores ou animais, estilisticamente pertencentes à tradição renascentista norte-europeia. Todas as ilustrações são, conforme exigido pelo contexto e conteúdo do trabalho, uma interpretação árdua e hermética. Especialmente notar os já famosos Retortas de vidro, localizados em uma parte central de luxo cercado por cenas típicas da vida rural e urbana alemã no final da Idade Média, dominou a imagem celestial de um deus pagão, dando coerência ao juntos.
A história do manuscrito em si não é menos interessante. Barão Böttger, farmacêutico e grande amante da alquimia, conhecido por ter inventado o método de fabricação de porcelana, teria sido no século XVII, um dos seus proprietários. Mais tarde, ele chegou à biblioteca particular da poderosa família aristocrática Harley, cujos fundos foram comprados pelo Museu Britânico pela quantidade agora ridícula de 10 000 livros. Atualmente, o  Splendor Solis  é considerado um dos tesouros da British Library com maior valor.
Em 2010, o M. Moleiro publicou a primeira e única reprodução do  Splendor Solis , em edição limitada de 987 cópias. Esta edição é acompanhada por um volume de estudos que Jörg Völlnagel demonstra pela primeira vez que a destinação do texto para Salomão Trimosin, o mestre Paracelso está incorreta   4 . Este segundo volume também contém uma tradução baseada na de Joscelyn Godwin (1991).

## Ilustrações
Splendor Solis é decorado com 22 ilustrações página inteira, muitas vezes muito elaboradas:
| Nome                                            | Visão geral       | Descrição | Splendor Solis Harley Ms. 3469              | Splendor Solis Bnf                          | Autre Splendor Solis - 1                    | Autre Splendor Solis - 2        |
| ----------------------------------------------- | ----------------- | --- | ------------------------------------------- | ------------------------------------------- | ------------------------------------------- | ------------------------------- |
| Imagem 1: As armas da arte                      |                   | Em primeiro plano, flutua um arnês coroado de ouro, um sol flutuando sobre ele, um escudo de ouro no qual há um sol dourado acompanhando o capacete. O capacete, também encimado por três lua crescente reclinada e empilhada, está na sala de um palácio, dois personagens discutindo ao fundo. Em algumas cópias, como a da biblioteca da França, os olhos e a boca do rosto do sol no escudo são na verdade três rostos pequenos. Au-dessus de l'image sont inscrits les mots Arma Artis. | Les Armoiries de l'Art                      | Les Armoiries de l'Art                      |                                             |                                 |
| Imagem 2: O filósofo com o frasco               |                   | Representa um filósofo andando em uma paisagem, segurando na mão esquerda um frasco que ele observa e aponta com a mão direita. Uma bandagem flutua da flange na qual estão inscritas as palavras "Lamus / Quefitum Quafuor / Elementorum / naturas", sendo esta última escrita ao contrário. | Le Philosophe à la flasque                  | Le Philosophe à la flasque                  | Le Philosophe à la flasque                  |                                 |
| Imagem 3: O cavaleiro na fonte dupla            |                   | Em primeiro plano um cavaleiro de armadura pé que está em uma dupla fonte, um pé na borda de cada uma das fontes. Ele segura na mão direita levantando uma espada e na esquerda uma parte protecção superior colocada na beira da fonte. Na escarlate escudo e ouro chapeamento estão inscritas as palavras capitular ouro: Exduabus Aquis / Unafacite Quem / Quaritis Solex / nafacere e data / bibere inimico uro / E uidebitis / cum mortuum / Dein de Aquater / ra facite E lapis / de multi / plicas / tis . O cavaleiro capacete coroado é coroada com estrelas, armaduras rica decorado com ouro. Dois diferentes águas subir a partir da fonte dupla, uma água cinza (ou transparente) para a direita e uma esquerda águas castanhos, que flui a partir da fonte dupla no lado esquerdo para formar um lago lamacenta que se estende para o fundo . O fundo retrata uma paisagem rural com alguns edifícios na borda e no lago. | Le Chevalier sur la double fontaine         | Le Chevalier sur la double fontaine         |                                             |                                 |
| Image 4: Encontro do Rei Sol e da Rainha da Lua |                   | Representa em uma paisagem e em forma real a lua, à esquerda, na forma de uma rainha em pé sobre o globo da lua e o sol, à direita, na forma de um rei em pé nas chamas, cada um encimado por uma estrela ou azul para a lua seguinte e amarelo-laranja ou vermelho para o sol) com um rosto sereno. A figura da lua segura na mão direita uma faixa azul na qual estão inscritas em ouro as palavras "Lac vivamium". A figura do sol tem na mão esquerda um cetro de ouro coroado com um lírio em torno do qual uma faixa vermelha é enrolada, na qual também é uma inscrição em letras douradas. | Rencontre du Roi Soleil et de la Reine Lune | Rencontre du Roi Soleil et de la Reine Lune | Rencontre du Roi Soleil et de la Reine Lune |                                 |
| Imagem 5: Mineiros cavando a colina             | As sete parábolas | A parte principal da ilustração é uma imagem representando uma paisagem no meio da qual dois mineiros cavam uma colina (um vestido de branco / prata, a cor da lua, o outro em amarelo / ouro, a cor do sol). Uma lua crescente com um rosto está deitada como um barco no lago, na parte inferior da imagem principal. Abaixo está uma cena menor de uma rainha posando para um rei sentado em um trono. O nome "Esther" está inscrito no topo da imagem menor. | Mineurs creusant la colline                 | Mineurs creusant la colline                 |                                             |                                 |
| Imagem 6: Os filósofos sob a árvore             | As sete parábolas | Representa dois filósofos (sábios em toga e roupas romanas) discutindo sob uma árvore que se mostra o braço, uma coroa envolvendo o tronco da árvore em sua base, sugerindo a árvore do conhecimento, um pequeno riacho correndo também ao pé da árvore. Um homem empoleirado no topo de uma escada pega o fruto da árvore, seu olhar voltado para os filósofos, enquanto um enxame de pássaros de todos os tipos voa para longe da árvore. | Les Philosophes sous l'Arbre                | Les Philosophes sous l'Arbre                |                                             |                                 |
| Imagem 7: O rei se afogando                     | As sete parábolas | Também diz "o príncipe sucedendo o rei". Em primeiro plano, à esquerda, um jovem rei carregando todas as insígnias do poder real (manto dourado, coroa, cetro e globo sobre o qual uma pomba pousou) fica perto de um riacho correndo na paisagem. No fundo à direita, no rio, um rei idoso se afoga, com os braços erguidos para o céu. No canto superior esquerdo da imagem, um sol sorridente e uma estrela brilham na paisagem e, em particular, no jovem rei, no qual os raios caem, enquanto as nuvens no canto superior direito obscurecem a área onde o sol se afoga. velho rei. | Le Roi se noyant                            | Le Roi se noyant                            | Le Roi se noyant                            |                                 |
| Imagem 8: Ressurreição do pântano               | As sete parábolas | Em primeiro plano, uma figura nua, coberta de lama e lama marrom e avermelhada, sai de uma poça de lama. Um anjo feminino coroado em vestes de dama e asas brancas, uma estrela sobre a cabeça, espera que ele dê roupas. O fundo representa uma paisagem rural com uma cidade. | Résurrection du marais                      | Résurrection du marais                      | Résurrection du marais                      |                                 |
| Imagem 9: Hermafrodita com ovo                  | As sete parábolas | Também diz "andrógino hermético". Representa, em primeiro plano, em frente a uma paisagem, um anjo com duas cabeças, uma fêmea, um macho e com asas de cores diferentes, a direita vermelha, a esquerda branca, segurando na mão esquerda um ovo, o ovo do mundo. | Hermaphrodite avec œuf                      | Hermaphrodite avec œuf                      | Hermaphrodite avec œuf                      |                                 |
| Imagem 10: Corta a cabeça do rei                | As sete parábolas | Representa um guerreiro segurando em sua mão direita uma espada e na esquerda a cabeça cortada de um rei cujo corpo nu e desmembrado está a seus pés. | Couper la tête du Roi                       | Couper la tête du Roi                       |                                             | Couper la tête du Roi           |
| Imagem 11: Fervendo o corpo no vaso             | As sete parábolas | Cristo figura de um homem barbado nu em um grande tanque sob o qual um fogo é aceso, um homem revive com um fole. Uma pomba cai ou é colocada na cabeça da figura no tanque. O fundo representa uma decoração do palácio, a tigela e os personagens estão localizados no pátio do palácio. Uma garrafa de vidro é colocada na frente do tanque, algumas representações derramando um jato de água do tanque onde o homem barbudo termina a garrafa. | Bouillir le corps dans le vase              | Bouillir le corps dans le vase              | Bouillir le corps dans le vase              | Bouillir le corps dans le vase  |
| Imagem 12: Saturno - Dragão e criança           | Os sete frascos   | No centro da imagem há um frasco coroado contendo uma criança nua e um dragão. A criança, que salta sobre o dragão, faz com que ele afunde na boca, na mão direita, o conteúdo de um frasco enquanto ele segura um fole na mão esquerda. Saturno, em sua carruagem puxada por dois dragões, suspensa o frasco. As versões mais elaboradas do livro apresentam várias cenas ao redor do frasco, funerais e gibbet erigidos ao fundo, cenas de aragem, camponeses cuidando de seus porcos, velhos com pato e esmolas ao fundo, comércio, bem do qual um homem puxa a água para derramar em um barril perfurado e curtidores em primeiro plano. | Dragon et enfant                            | Dragon et enfant                            | Dragon et enfant                            |                                 |
| Imagem 13: Júpiter - os três pássaros           | Os sete frascos   | No centro da imagem há um frasco coroado contendo três pássaros de cores diferentes (branco, preto, vermelho). As versões mais elaboradas do livro apresentam várias cenas em torno do frasco, cena de coroação em primeiro plano à esquerda encimada por uma cidade próspera, cenas de caça e partida para a caça no fundo à direita, superando uma cena banco em primeiro plano. | Les trois oiseaux                           | Les trois oiseaux                           |                                             | Les trois oiseaux               |
| Imagem 14: Marte - o pássaro de três cabeças    | Os sete frascos   | No centro da imagem há um frasco coroado contendo um pássaro branco com três cabeças coroadas. As versões mais elaboradas do livro apresentam várias cenas de guerra em torno do frasco: Dois exércitos blindados lutam em primeiro plano, um composto de cavaleiros vindo da esquerda da imagem, o outro da infantaria na coluna. Tece entre as árvores para o segundo plano à direita. Uma cidade queima no fundo à esquerda, superando uma cena de aldeões, fazendo um contraponto a uma cena de batalha na floresta ao fundo à direita que encima uma cena de soldados guiando um rebanho (suprimento de tropas). | L'oiseau à trois têtes                      | L'oiseau à trois têtes                      | L'oiseau à trois têtes                      | L'oiseau à trois têtes          |
| Imagem 15: Sol - o dragão de três cabeças       | Os sete frascos   | No centro da imagem há um frasco coroado contendo um dragão de três cabeças (um branco, um vermelho e um preto). As versões mais elaboradas do livro apresentam várias cenas em torno do frasco, cenas de combate e duelo, mas de combate "civilizado", esportes, com participantes, juízes e espectadores, entre as diferentes formas de duelo sendo as lutas com os personagens. espada e bastão, mas também wrestling e jogando pedras. As cenas acontecem ao ar livre, em campo aberto, os edifícios da cidade vizinha de pé no fundo, o primeiro plano sendo dedicado aos espectadores conversando. |                                             | Le dragon à trois têtes                     | Le dragon à trois têtes                     | Le dragon à trois têtes         |
| Imagem 16: Vénus - A cauda do pavão             | Os sete frascos   | No centro da imagem há um frasco coroado contendo um pavão. Vênus, em sua carruagem puxada por dois pássaros, suspensa o frasco. As versões mais elaboradas do livro apresentam cenas festivas (músicos, amantes e personagens festejantes) ao redor do frasco. | La queue du paon                            | La queue du paon                            | La queue du paon                            |                                 |
| Imagem 17: Mercúrio - a rainha branca           | Os sete frascos   | No centro da foto há um frasco coroado contendo uma rainha descalça, vestida de branco, segurando no oco de seu braço direito uma bola de cristal. Ela é mostrada em pé em uma lua crescente. Algumas representações mostram a rainha vestida de azul. As versões mais elaboradas do livro apresentam várias cenas ao redor do frasco, as ruas de uma grande cidade no fundo em ambos os lados da imagem, uma cena dedicada às artes (música, escultura) e ciências (astronomia, geometria) em primeiro plano. | La reine blanche                            | La reine blanche                            | La reine bleue                              | La reine blanche                |
| Imagem 18: Lua - o rei vermelho                 | Os sete frascos   | No centro da imagem está um frasco coroado contendo um rei vestido de vermelho, segurando na mão direita um cetro e na esquerda um globo, ambos de ouro. As versões mais elaboradas do livro apresentam várias cenas em torno do frasco do campo, caça e pesca cenas em primeiro plano, falcoaria e mulheres retornando a segunda lavanderia lavada encimado por nobres andando na borda de campos e um moinho. dois rios serpenteavam nos dois lados da imagem, em segundo plano, encontrando-se fora do campo de visão do observador, atrás da imagem do frasco, para continuar em primeiro plano. |                                             | Le roi rouge                                | Le roi rouge                                | Le roi rouge                    |
| Imagem 19: O sol negro                          |                   | Representa uma paisagem, ao fundo, um sol quase totalmente recuado, cujos raios coram as nuvens na parte superior da imagem. Em primeiro plano é um tronco cortado. Embora quase completamente deitado, o sol com um rosto permanece visível em sua totalidade, visível na transparência sob o solo. | Le soleil noir                              |                                             | Le soleil noir                              | Le soleil noir                  |
| Imagem 20: Crianças jogando                     |                   | Representa três crianças brincando. | Enfants jouant                              | Enfants jouant                              |                                             | Enfants jouant                  |
| Image 21: Mulheres lavando roupas               |                   | Em primeiro plano, as mulheres lavam a roupa em bacias ou batem nas mesas usando seus batedores, um grande caldeirão cheio de água e cercado por jarros sob os quais queima um fogo intenso que ocupa parte do corpo. imagem, à esquerda, e atrás da qual uma mulher está colocando linho em alguns fios. No fundo, folhas são colocadas na grama, algumas mulheres ocupadas para estender ou dobrar. No fundo estão alguns edifícios da cidade. | Femmes lavant le linge                      | Femmes lavant le linge                      |                                             | Femmes lavant le linge          |
| Imagem 22: O sol nascente na cidade             |                   | A imagem é dividida em duas partes quase iguais, a terra na metade inferior e o céu na metade superior. Uma paisagem rural está em primeiro plano, uma cidade importante que se destaca à distância. No céu meio e ainda bastante baixo no horizonte, um enorme sol com um rosto brilhante pende sobre a cidade, seus raios ocupando uma grande parte do céu. | Le soleil se levant sur la cité             |                                             | Le soleil se levant sur la cité             | Le soleil se levant sur la cité |